# Vladimir Jirinovski
Vladimir Volfovitch Jirinovski (en russe : Влади́мир Во́льфович Жирино́вский), né Eidelstein (Эйдельште́йн) le 25 avril 1946 à Alma-Ata (République socialiste soviétique kazakhe, Union soviétique), et mort le 6 avril 2022 à Moscou, est un homme politique russe, président du parti d'extrême droite LDPR.
Connu pour son chauvinisme provocateur, il est décrit comme « le showman de la politique russe, mélangeant les rhétoriques populiste et nationaliste, les invectives anti-occidentales et un style impétueux et conflictuel ».

## Biographie
Vladimir Volfovitch Jirinovski est né le 25 avril 1946 à Alma-Ata (Almaty aujourd’hui), au Kazakhstan soviétique, dans une famille pauvre. Son père, un juif de Pologne déporté en Asie centrale, est renvoyé en Pologne rapidement après la naissance de l'enfant,. Sa mère s’est peu occupée de lui. Abandonnant sa famille, son père, Wolf Eidelstein, émigra en Israël en 1948 et y mourut en 1983. En 1964, Vladimir change son nom qui indique de manière évidente la judéité de son père pour le nom de sa mère : Jirinovski. Questionné sur ses origines, il indique : « Ma mère était russe, mon père juriste ».
Jirinovski suit des études linguistiques à l'Institut des langues orientales de l'université de Moscou et se spécialise dans la langue et le monde turcophones : la région où il est né et a passé sa jeunesse, le Kazakhstan, appartient au « monde turc », la langue et l'histoire du pays étant liées aux populations de langue d'origine turque.

### Carrière politique
Après avoir fini ses études (thèse de philosophie à l'université d'État de Moscou en 1988), Vladimir Jirinovski rentre au Comité de sécurité de l'État (KGB), suit en parallèle des études de droit, puis se lance en politique en 1990 avec la fondation de son parti : le Parti libéral-démocrate de Russie (LDPR). Ce nom exprime très mal le corpus politique sur lequel est fondé le PLD : xénophobie (essentiellement anti-caucasienne), expansionnisme militaire, retour à un État fort, politique de répression intensive contre les délinquants ; il a par ailleurs été accusé d'homophobie et d'antisémitisme. À ce programme politique s'ajoutent des revendications territoriales comme le retour de l'Alaska et des anciennes républiques soviétiques à la Russie, ainsi que la conquête de l'Iran (Jirinovski était soutenu financièrement par son ami, l'ancien président irakien Saddam Hussein). Jirinovski recommande même l'utilisation de la bombe atomique si nécessaire.[réf. nécessaire]
À l'élection présidentielle russe de 1991, il obtient 8 % des voix. En 1996 et 2000, il ne cesse de régresser pour terminer le 26 mars 2000 à 2,7 %. En 2004, il renonce à se présenter face au président sortant Vladimir Poutine que les sondages annoncent déjà triomphalement réélu ; son parti présente Oleg Malychkine (en), qui obtient 2 % des voix.
Avec 11,5 % et 36 sièges aux législatives de 2003, le LDPR devient le troisième parti à la Douma, derrière le parti du président Poutine, Russie unie (37,6 %), et le Parti communiste de la fédération de Russie (12,6 %). À l'issue des élections législatives du 4 décembre 2011, le LDPR cède son rang de troisième parti du pays, en recueillant 11,7 %, à Russie juste (13,2 %).
Lors de l'élection présidentielle russe de 2008, remportée par Dmitri Medvedev, Vladimir Jirinovski arrive en troisième position avec 9,5 % des suffrages exprimés. En 2012, il finit en quatrième position avec 6,2 % des voix. Il se représente lors de l'élection présidentielle de 2018 et est l'un des huit candidats officiels. Lors de la campagne, il se fait notamment remarquer pour avoir qualifié la candidate Ksenia Sobtchak de « pute », ce à quoi elle a réagi en lui lançant un verre d'eau au visage. Il termine en troisième position, avec 5,65 % des voix.
Pour Benoît Vitkine du Monde, Jirinovski est un « opposant factice » de Vladimir Poutine et un « chantre de la guerre ». Selon Le Figaro, il prend toujours soin de ne pas s'opposer à Vladimir Poutine. Dans un communiqué qui suit l'annonce de son décès, Jirinovski est décrit comme « un orateur et polémiste éclatant » et comme un homme politique qui « défendait une position patriotique et les intérêts de la Russie ».
En février 2022, Vladimir Jirinovski est admis à l'hôpital clinique central (TsKB) de Moscou avec un diagnostic de Covid-19 et se trouve dans un « état très grave ». L'homme politique avait fait une déclaration en décembre 2021, selon laquelle depuis septembre 2020, il aurait été vacciné 7 fois.
Il meurt le 6 avril 2022 à Moscou après avoir été infecté par le virus du Covid-19,. Le président Poutine est présent à ses funérailles.

### Vie privée
Vladimir Jirinovski entretenait depuis les années 1990 une amitié avec l'homme politique d'extrême droite français Jean-Marie Le Pen, qui a été son témoin de mariage.

## Positions politiques
Vladimir Jirinovski s'illustre en lançant à intervalles réguliers des propositions toujours plus outrancières et farfelues : il promet de former une dictature lorsqu'il serait élu président et d'étendre les frontières de la Russie pour récupérer des terres jadis russes comme l'Alaska et la Finlande. Il suggère d'utiliser de grands ventilateurs pour souffler des déchets radioactifs vers les États baltes. Il plaide pour réintroduire la peine de mort, limiter la natalité dans le Caucase pour lutter selon lui contre le terrorisme, légaliser la polygamie.
En 2015, il propose de « brûler Paris et atomiser Berlin ».
Après que 32 personnes ont été assassinées lors des attentats terroristes à Bruxelles le 22 mars 2016, Vladimir Jirinovski a indiqué dans un talk-show que de tels attentats étaient bons pour la Russie : « C'est avantageux pour nous. Qu'ils crèvent et qu'ils meurent ». Selon lui, les pays occidentaux s'allieraient alors à Moscou et imploreraient son aide.